# Câu lạc bộ bóng đá Tây Nguyên Gia Lai
Câu lạc bộ bóng đá Tây Nguyên Gia Lai là một câu lạc bộ bóng đá Việt Nam có trụ sở ở tỉnh Gia Lai.

## Đội hình hiện tại
Cập nhật đến giải Hạng Nhì 2024
Ghi chú: Quốc kỳ chỉ đội tuyển quốc gia được xác định rõ trong điều lệ tư cách FIFA. Các cầu thủ có thể giữ hơn một quốc tịch ngoài FIFA.
| Số | VT | Quốc gia | Cầu thủ            |
| -- | -- | -------- | ------------------ |
| 5  | HV | Việt Nam | Hồ Trọng Vang      |
| 4  | HV | Việt Nam | Nguyễn Quang Anh   |
| 9  | TĐ | Việt Nam | Lê Thế Cường       |
| 10 | TĐ | Việt Nam | Đặng Quang Tú      |
| 11 | TĐ | Việt Nam | Ngô Văn Lương      |
| 15 | HV | Việt Nam | Phạm Văn Ba        |
| 17 | HV | Việt Nam | Hoàng Văn Quyết    |
| 18 | HV | Việt Nam | Phạm Bá Nghĩa      |
| 19 | TĐ | Việt Nam | Phạm Văn Trường    |
| 20 | TV | Việt Nam | Phan Bá Quyền      |
| 23 | TV | Việt Nam | Nguyễn Viết Nguyên |

| Số | VT | Quốc gia | Cầu thủ                      |
| -- | -- | -------- | ---------------------------- |
| 29 | TM | Việt Nam | Nguyễn Thành Huy             |
| 36 | TV | Việt Nam | Nguyễn Bá Tiến               |
| 37 | HV | Việt Nam | Hoàng Văn Thông              |
| 38 | HV | Việt Nam | Nguyễn Đức Hoàng             |
| 39 | TV | Việt Nam | Phạm Thanh Long              |
| 66 | TV | Việt Nam | Nguyễn Mạnh Duy              |
| 68 | TV | Việt Nam | Hoàng Văn Hải                |
| 86 | TV | Việt Nam | Lê Khánh Toàn                |
| 88 | TĐ | Việt Nam | Nguyễn Văn Tùng (đội trưởng) |